# 패트릭 드로렛
패트릭 드로렛(Patrick Drolet, 1953년 1월 1일 ~ )은 캐나다의 배우, 텔레비전 배우이다.

## 영화
- 키스 미 위드 올 유어 러브 (2016년)
- 올 댓 유 퍼제스 (2012년)
- 더 헤어 오브 더 비스트 (2010년)
- 앙드레 마티유 (2010년)
- 파더 앤 건스 (2009년)
- 9일간의 기도 (2005년)
- 오후 8시 17분 달링가 (2003년)